# 奥帕托夫站
奥帕托夫站是一座布拉格地铁C线的地铁站。